# Ulrich Greiwe
Ulrich Greiwe (* 1945 in Osnabrück) ist ein deutscher Autor und Journalist. 
Greiwe war zunächst Schriftsetzer, er studierte dann an der Deutschen Journalistenschule in München und arbeitete als Reporter in München und in Berlin. Greiwe arbeitete unter anderem mit Wolfgang Petersen zusammen. Er verfasste diverse Biografien und Sachbücher, etwa über Rudolf Augstein, Graham Greene und Janosch. Zahlreiche weitere Veröffentlichungen hatte er etwa in dem Literaturmagazin "Gazette".

## Veröffentlichungen (Auswahl)
- Graham Greene und der Reichtum des Lebens, München : Deutscher Taschenbuch-Verlag 2004, ISBN 3-423-24417-8.
- Ein Leben mit Goldrand / Janosch, München : Droemer Knaur 2004, ISBN 3-426-27328-4.
- Augstein : ein gewisses Doppelleben, Berlin : Brandenburgisches Verlags-Haus 1994, ISBN 3-89488-073-2, Neuausgabe München : Deutscher Taschenbuch-Verlag 2003, ISBN 3-423-34034-7.
- Die Kraft der Vorbilder : ihre Rolle gestern, heute und morgen, München : Kösel 1998, ISBN 3-466-30449-0.